# メイワン
メイワン（MAY-ONE）は、静岡県浜松市中央区にある商業施設。東海旅客鉄道（JR東海）浜松駅の駅ビルである。JR東海のグループ企業である浜松ターミナル開発株式会社が運営している。

## 概要
メイワンは浜松駅北側の駅ビルに相当する地上8階地下1階の本館、駅高架下コンコース西側のエキマチウエスト（EKIMACHI WEST）、東側のエキマチイースト（EKIMACHI EAST）及び浜松駅西側の高架下にあるビックカメラ館で構成される。
メイワンの名称は開業日の5月1日（May 1）から付けられた（ただし、英語では一般的にMay （the） firstと読む）。
2009年には上層階の全面改装が行われ、3月6日、6階にあった谷島屋書店が8階ワンフロアに移転拡張し開店した。4月10日、6階西エリアが営業再開しイケヤ（CDショップ）が新規出店。5月15日、6階東エリアに静岡県内2店舗目となるロフトが開店した。

## フロア

### 本館
- 8F 谷島屋書店浜松本店（旧・メイワン店）
  - エクセルシオール カフェを併設、購入前の本を持ち込み可能。
- 7F レストランフロア
- 6F 雑貨フロア
  - 浜松ロフト等
- 5F ファッション・雑貨フロア
- 1F～4F ファッションフロア
  - 4Fニトリ デコホーム等
- 1F～2F 大和証券浜松支店
- 2F 浜松駅東改札口、アクトシティ連絡通路
- 1F 浜松駅コンコース・改札
- B1F 食品フロア「メイビーワン（MAY B ONE）」
  - 成城石井、ニュー・クイック、魚喜、九州屋の4店舗は集中レジで会計。

### ビックカメラ館
- ビックカメラ浜松店
  - ソフマップ買取センター
- 吉野家
- やよい軒
- 浜名湖うなぎ丸浜